# Diocesi di Vic

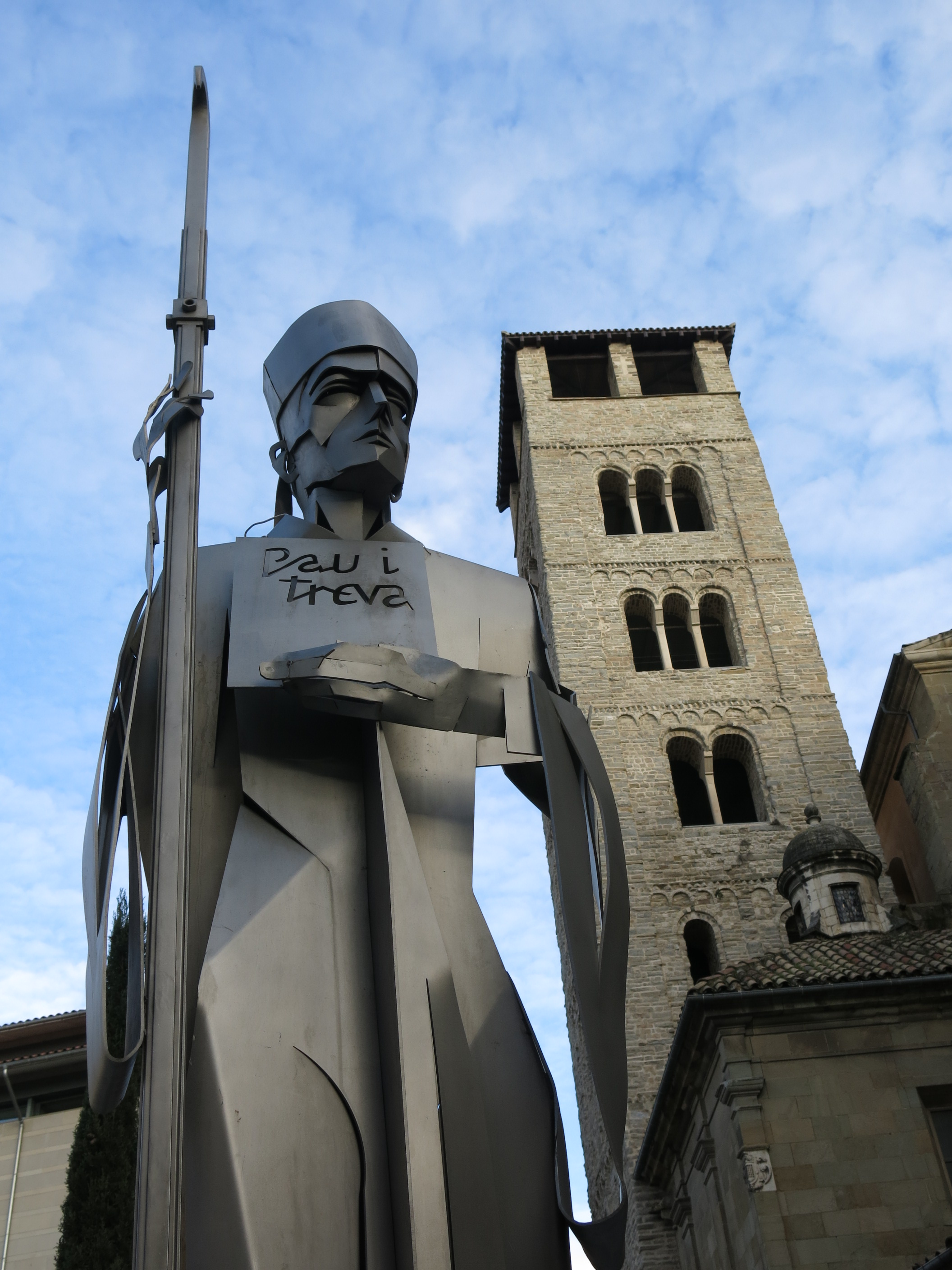
Il campanile della cattedrale e la statua dell'abate Oliva.

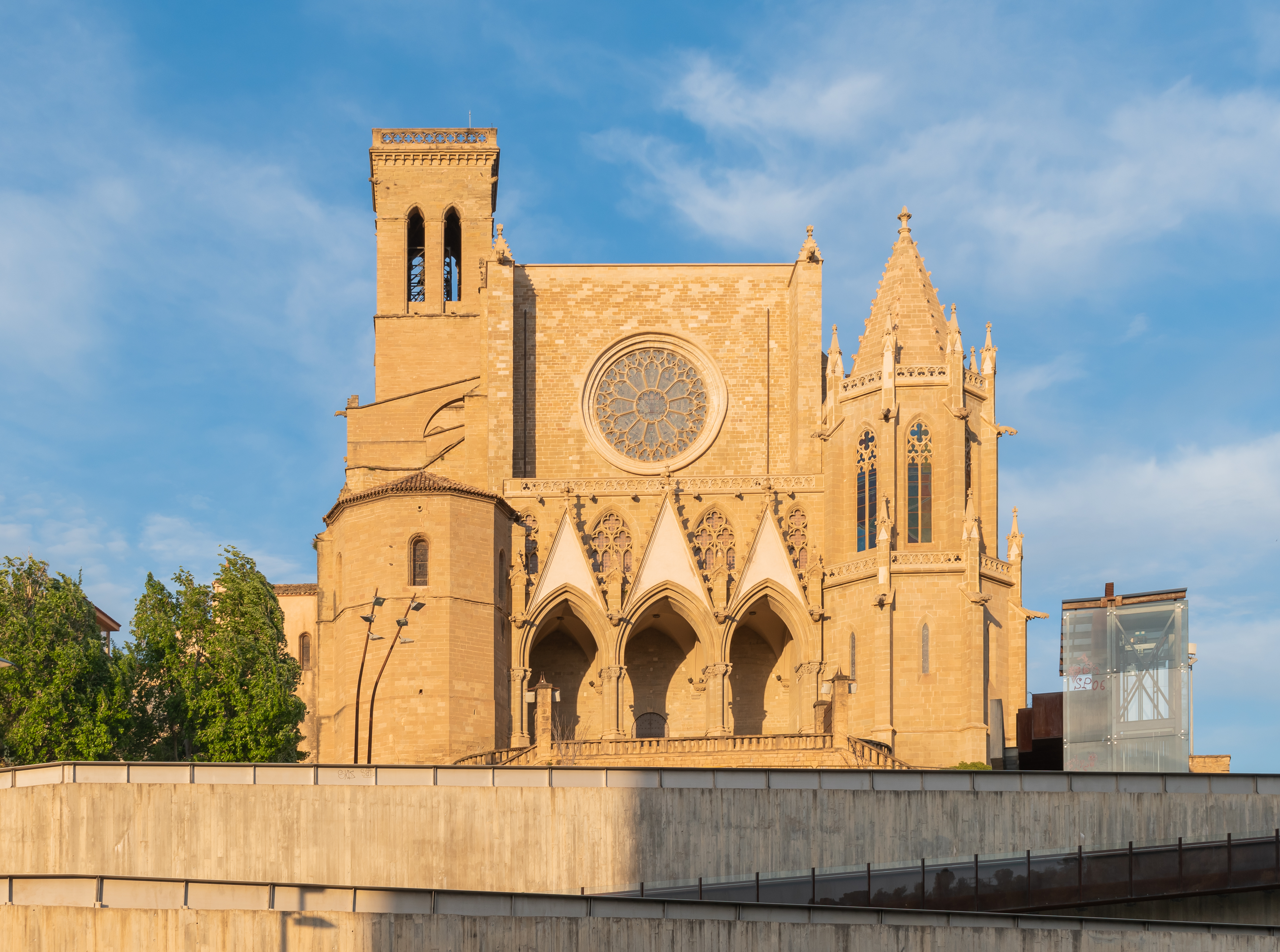
La basilica collegiata di Santa Maria di Manresa, chiamata popolarmente La Seu.

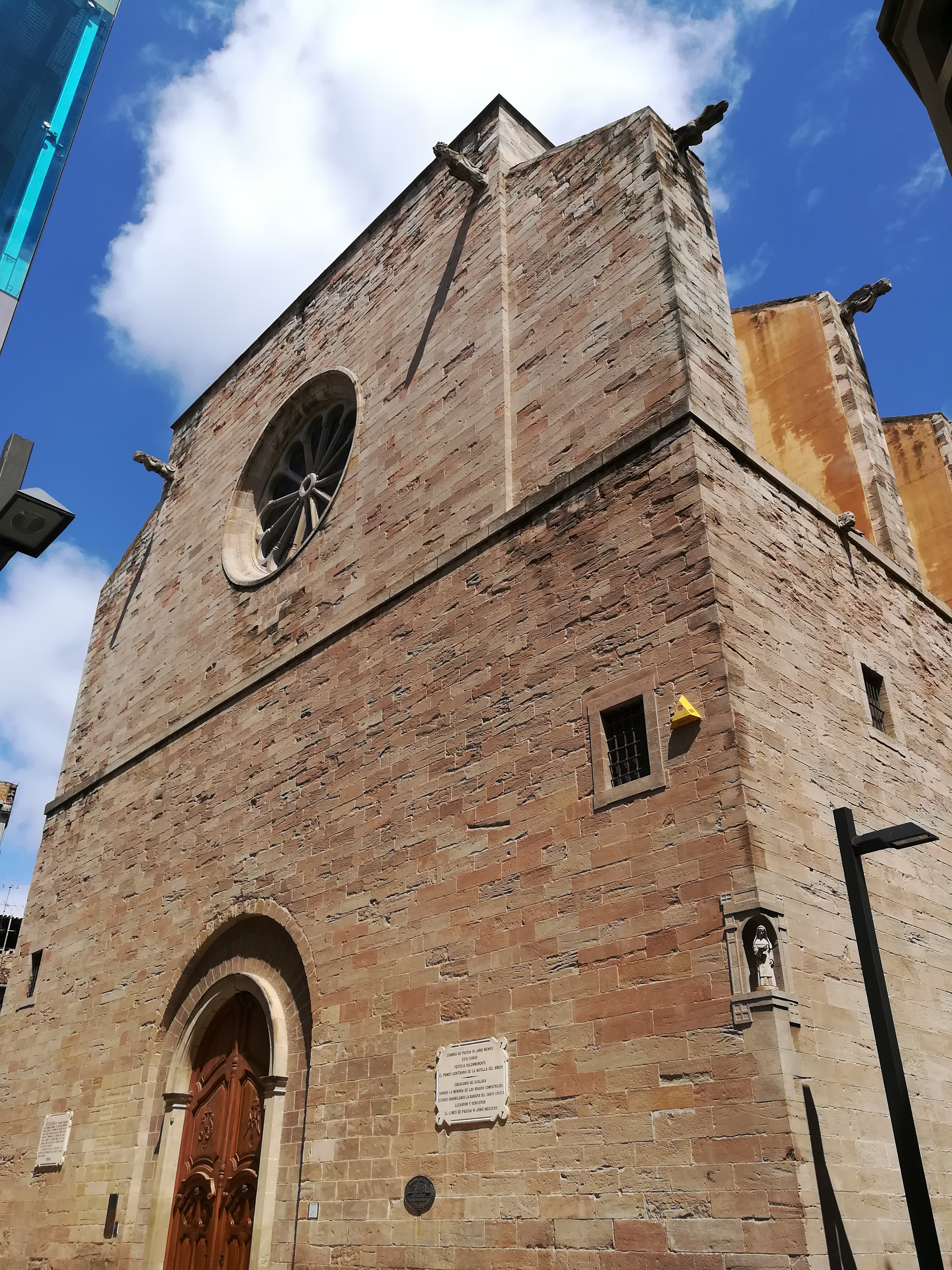
La basilica Santa Maria di Igualada.

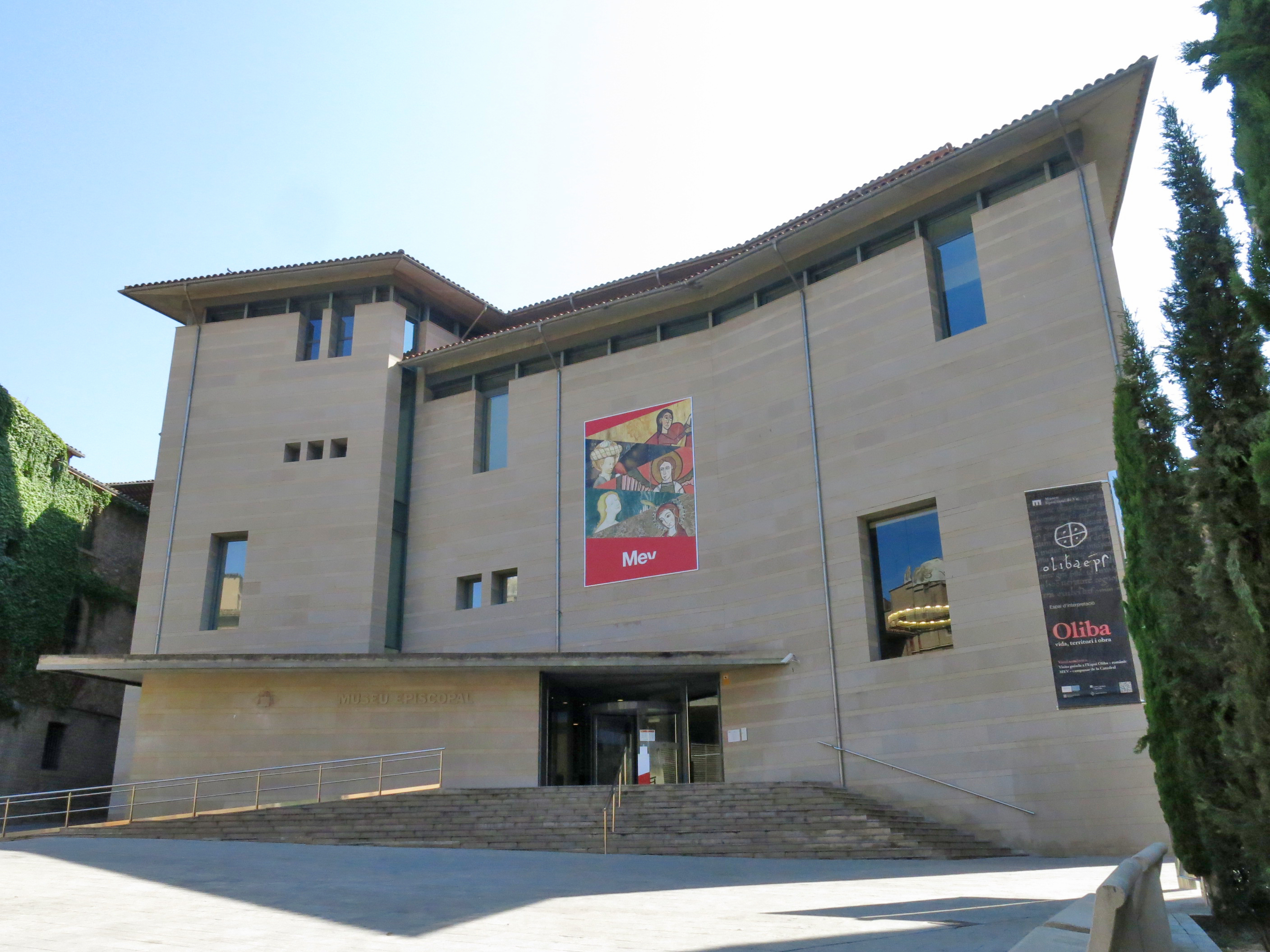
La sede del museo diocesano di Vic, inaugurato dal vescovo José Morgades y Gili nel 1891.

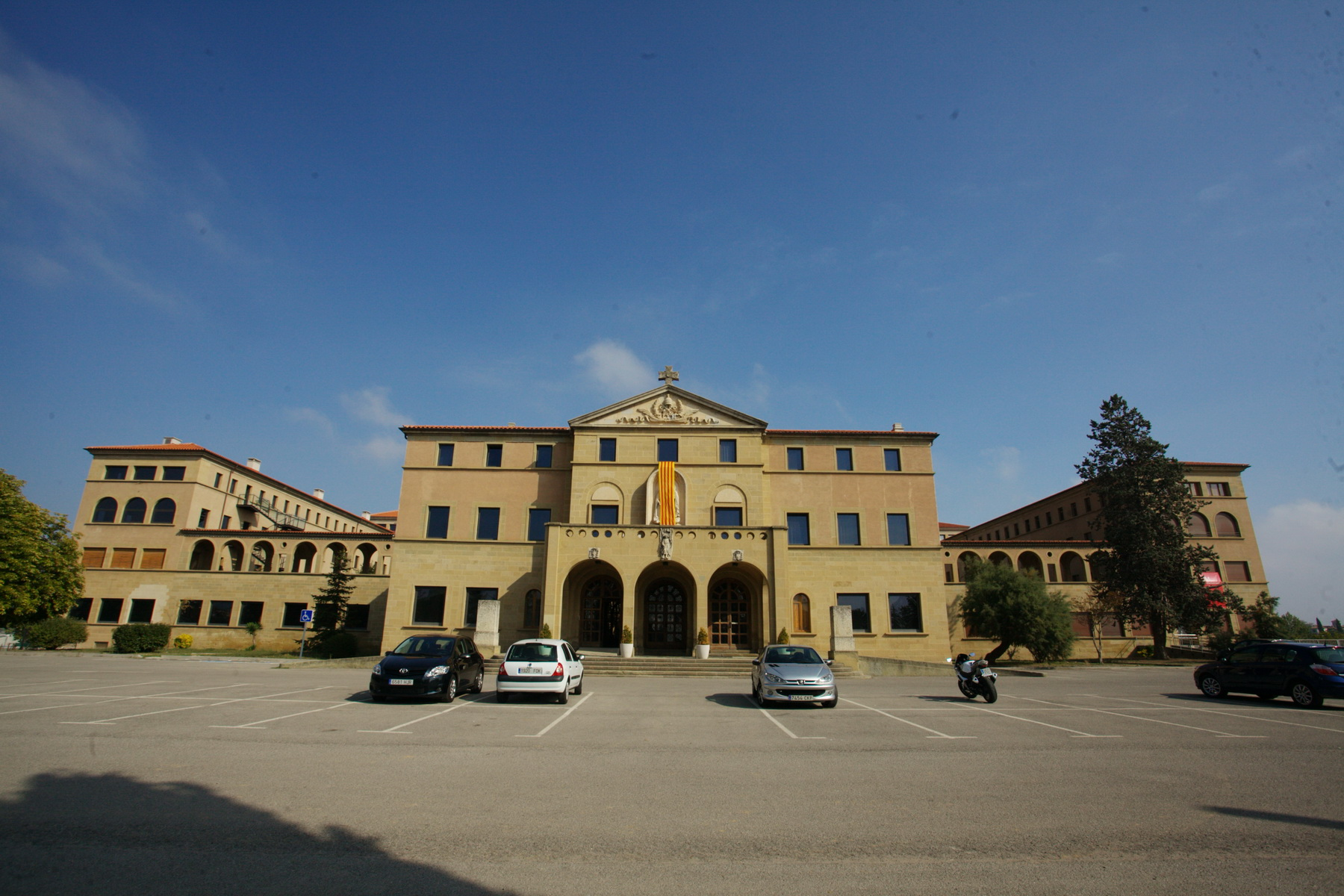
Il seminario diocesano di Vic.

La diocesi di Vic (in latino Dioecesis Vicensis) è una sede della Chiesa cattolica in Spagna suffraganea dell'arcidiocesi di Tarragona. Nel 2022 contava 407.966 battezzati su 450.600 abitanti. È retta dal vescovo Román Casanova Casanova.

## Territorio
La diocesi comprende parte della provincia di Barcellona.
Sede vescovile è la città di Vic, dove si trova la cattedrale di San Pietro. Oltre alla cattedrale, in diocesi sorgono altre due basiliche minori: Santa Maria di Manresa e Santa Maria di Igualada.
Il territorio si estende su 4.184 km² ed è suddiviso in 249 parrocchie, raggruppate in 10 arcipresbiterati: Vic, Ripollès, Ter Collsacabra, Lluçanes, Guilleries Congost, Moianès, Bages nord, Bages sud, Manresa e Anoia Segarra.

## Storia
In epoca romana la città di Vich, nota con il nome di Ausa, era la capitale del popolo degli Ausetani nella provincia romana della Tarraconense. La diocesi fu eretta probabilmente nella seconda metà del V secolo. Il primo vescovo conosciuto è Cinidi, che partecipò al concilio di Tarragona nel 516 e a quello di Gerona dell'anno seguente; gli altri vescovi noti presero parte ai concili nazionali in epoca visigotica. La diocesi era parte della provincia ecclesiastica dell'arcidiocesi di Tarragona.
A partire dall'anno 713 fu interrotta la successione episcopale a causa dell'invasione araba. Tuttavia, già sul finire dell'VIII secolo la città e la regione furono riconquistate dai Franchi, che posero le basi per l'istituzione della Marca di Spagna, divenuta stabilmente feudataria dei Carolingi nella seconda metà del IX secolo. L'antica Ausa cominciò ad assumere il nome di Vicus Ausonae, da cui l'odierno nome di Vic.
Le conquiste di Carlo Magno e di Ludovico il Pio posero sotto il controllo dei Franchi diverse antiche città episcopali ispaniche, vacanti o soppresse da tempo; questo permise la loro restaurazione. La sede di Vic fu ristabilita attorno all'886 e fu nominato come primo vescovo Gotmar. A causa dell'occupazione franca, la sede di Vic fu sottoposta alla provincia ecclesiastica dell'arcidiocesi di Narbona, assieme ad altre tre diocesi spagnole (Gerona, Urgell e Barcellona).
Nel corso del X secolo ci furono dei tentativi, da parte delle diocesi spagnole, di separarsi dalla metropolia di Narbona e di creare una provincia ecclesiastica indipendente. Il vescovo Ató di Vic ottenne da papa Giovanni XIII nel 971 il trasferimento nella sua sede dei diritti metropolitici di Tarragona; ma l'operazione non ebbe seguito. Vic e le altre diocesi transpirenaiche rimasero sottomesse all'arcivescovo di Narbona fino al ristabilimento della sede di Tarragona all'inizio del XII secolo.
Nel 1154 la diocesi cedette alcune parrocchie all'arcidiocesi di Tarragona.
Il 19 luglio 1593 cedette una porzione del suo territorio a vantaggio dell'erezione della diocesi di Solsona.
Il concordato fra governo spagnolo e Santa Sede del 1851 stabilì la soppressione della diocesi di Solsona e la sua unione con quella di Vic, ma di fatto la decisione rimase senza effetto: Solsona fu governata dapprima da vicari capitolari e poi da amministratori apostolici fino al 1933, quando fu nominato un nuovo vescovo per quella diocesi.
Nel 1874 il monastero di Montserrat e alcune parrocchie furono cedute alla diocesi di Barcellona (oggi arcidiocesi).
Nel 1957, facendo seguito al concordato del 1953 che stabiliva di far coincidere i limiti delle diocesi con quelli delle province civili, le 21 parrocchie che si trovavano nella provincia di Lérida sono state cedute alla diocesi di Solsona e le 9 che si trovavano nella provincia di Tarragona all'arcidiocesi di Tarragona; in compenso la diocesi di Vic acquisì 7 parrocchie della diocesi di Barcellona, 1 dalla diocesi di Solsona e 6 della diocesi di Gerona.

## Cronotassi dei vescovi
Si omettono i periodi di sede vacante non superiori ai 2 anni o non storicamente accertati.
- Cinidi † (prima del 516 - dopo il 517)
- Aquilí † (prima del 589 - dopo il 599)[3]
- Esteve † (prima del 614 - dopo il 633)
- Domní † (menzionato nel 638)
- Gueric † (menzionato nel 653)
- Guisfred † (prima del 683 - dopo il 693)
  - Sede soppressa
- Gotmar † (circa 886 - 19 giugno circa 899 deceduto)
- Idalguer † (circa 899 - giugno 914 deceduto)
- Jordi † (17 giugno 914 - 20 ottobre 947 deceduto)
- Guadamir † (prima del 949 - 14 giugno 957 deceduto)
- Ató † (prima del 26 settembre 957 - 22 agosto 971 deceduto)
- Fruià † (11 dicembre 972 - 992 deposto)
- Arnulf † (febbraio 993 - 1º agosto 1010 deceduto)
- Borell † (agosto 1010 - 24 febbraio 1017 deceduto)
- Oliva di Cerdanya † (1017 - 30 ottobre 1046 deceduto)
- Guillem de Balsareny † (1046 - dopo il 2 luglio 1075)
- Berenguer Sunifred de Lluçà † (circa 1078 - prima di maggio 1099 deceduto)
- Guillem Berenguer † (maggio 1099 - 1101)
- Arnau de Malla † (1102 - 1109 deceduto)
- Ramon Gaufred † (ottobre 1109 - 26 novembre 1146 deceduto)
- Pere de Redorta † (prima dell'8 luglio 1147 - 4 settembre 1185 deceduto)
- Ramon Xetmar de Castellterçol † (1186 - 17 novembre 1194 nominato arcivescovo di Tarragona)
- Guillem de Tavertet † (aprile 1195 - 20 febbraio 1233 dimesso)
- San Bernat Calbó, O.Cist. † (10 ottobre 1233 - 26 ottobre 1243 deceduto)
- Bernat de Mur † (8 dicembre 1243 - 11 novembre 1264 deceduto)
- Ramon d'Anglesola † (prima di aprile 1265 - 13 gennaio 1298 deceduto)
- Berenguer de Bellvís † (24 febbraio 1298 - 24 novembre 1301 deceduto)
- Ponç de Vilaró † (11 febbraio 1302 - 5 luglio 1306 deceduto)
  - Ramon d'Anglesola † (6 agosto 1306 - ?) (vescovo eletto)
- Berenguer de Saguàrdia † (19 settembre 1306 - 16 ottobre 1328 deceduto)
- Galceran Sacosta † (16 novembre 1328 - 5 aprile 1345 deceduto)
- Miquel de Ricomà † (11 aprile 1345 - 24 luglio 1346 nominato vescovo di Barcellona)
- Hugo de Fenollet † (24 luglio 1346 - 3 dicembre 1348 nominato vescovo di Valencia)
- Lope Fernández de Luna † (3 dicembre 1348 - 28 settembre 1351 nominato arcivescovo di Saragozza)
- Ramon de Bellera, O.S.B. † (30 aprile 1352 - 10 giugno 1377 deceduto)
- García Fernández de Heredia † (3 agosto 1377 - 7 ottobre 1383 nominato arcivescovo di Saragozza)
- Fernando Pérez Calvillo † (7 ottobre 1383 - 4 dicembre 1391 nominato vescovo di Tarazona)
- Joan de Baufés † (4 dicembre 1391 - 9 settembre 1393 nominato vescovo di Huesca)
- Francesc Riquer i Bastero, O.F.M. † (9 settembre 1393 - 1400 nominato vescovo di Segorbe)
- Diego de Heredia † (4 giugno 1400 - 1410 deceduto)
- Alfons de Tous † (23 maggio 1410 - 3 febbraio 1421 deceduto)
- Martin de Torres † (4 luglio 1421 - febbraio 1423 deceduto)
- Miquel de Navès † (19 febbraio 1423 - 1423 deceduto)
- Jordi d'Ornós † (4 giugno 1423 - 1445 deposto)
- Jaume de Cardona i Gandia † (28 maggio 1445 - 15 ottobre 1459 nominato vescovo di Gerona)
- Cosme de Montserrat † (19 ottobre 1459 - dopo il 29 luglio 1473 deceduto)
- Guillem Ramon de Montcada i de Vilaragut † (30 ottobre 1473 - 27 marzo 1493 nominato vescovo di Maiorca)
- Joan de Peralta, O.S.B. † (27 marzo 1493 - 1504 deceduto)
- Juan de Enguera, O.P. † (19 dicembre 1505 - 9 dicembre 1510 nominato vescovo di Lérida)
- Juan Tormo † (9 dicembre 1510 - 1º gennaio 1553 deceduto)
- Acisclo de Moya y Contreras † (6 luglio 1554 - 1º marzo 1564 nominato arcivescovo di Valencia)
- Benito Tocco, O.S.B. † (6 settembre 1564 - 5 settembre 1572 nominato vescovo di Gerona)
- Joan Beltran de Guevara † (9 gennaio 1573 - 5 dicembre 1573 deceduto)
- Bernardo Jossa Cardona, O.S.B. † (15 ottobre 1574 - 21 settembre 1575 deceduto)
- Pedro de Aragón † (14 gennaio 1577 - 4 maggio 1584 nominato vescovo di Jaca)
- Juan Bautista Cardona † (4 luglio 1584 - 18 marzo 1587 nominato vescovo di Tortosa)
- Pedro Jaime † (7 agosto 1587 - 9 dicembre 1596 nominato vescovo di Albarracín)
- Juan Vila † (27 febbraio 1597 - 20 settembre 1597 deceduto)
- Francisco Robuster Sala † (5 maggio 1598 - 27 aprile 1607 deceduto)
- Onofre Reart † (3 marzo 1608 - 19 dicembre 1611 nominato vescovo di Gerona)
- Antonio Gallart Traginer † (19 marzo 1612 - 19 dicembre 1613 deceduto)
- Andrés de San Jerónimo, O.S.H. † (27 agosto 1614 - 29 settembre 1625 deceduto)
- Pedro Magarola Fontanet † (22 marzo 1627 - 22 marzo 1634 nominato vescovo di Lérida)
- Gaspar Gil y Miravete de Blancas † (20 novembre 1634 - 25 agosto 1638 deceduto)
  - Alfonso de Requeséns Fenollet, O.F.M. † (2 maggio 1639)[4]
- Ramón Senmenat Lanuza † (30 gennaio 1640 - 25 ottobre 1655 nominato vescovo di Barcellona)
- Francesc Crespí de Valldaura i Brizuela, O.P. † (25 novembre 1655 - 30 maggio 1662 deceduto)
- Braulio Sunyer † (15 gennaio 1663 - 24 novembre 1664 nominato vescovo di Lérida)
- Jaime de Copons i de Tamarit † (12 gennaio 1665 - 18 dicembre 1673 nominato vescovo di Lérida)
- Jaume Mas † (10 settembre 1674 - 4 marzo 1684 deceduto)
- Antoni Pascual † (15 gennaio 1685 - 25 luglio 1704 deceduto)
  - Sede vacante (1704-1710)
- Manuel Senjust Pagés † (19 febbraio 1710 - 18 giugno 1720 deceduto)
- Ramon de Marimon i Corbera-Santcliment † (16 dicembre 1720 - 16 gennaio 1744 deceduto)
- Manuel Muñoz Guil † (13 luglio 1744 - 30 settembre 1751 deceduto)
- Bartolomé Sarmentero, O.F.M. † (17 luglio 1752 - 6 dicembre 1775 deceduto)
- Antonio Manuel Hartalejo López, O. de M. † (17 febbraio 1777 - 18 giugno 1782 deceduto)
- Francisco Veyán Mola † (15 dicembre 1783 - 30 dicembre 1815 deceduto)
- Ramon Strauch Vidal, O.F.M. † (23 settembre 1816 - 16 aprile 1823 deceduto)
- Pablo Jesús Corcuera Caserta † (20 dicembre 1824 - 3 luglio 1835 deceduto)
  - Sede vacante (1835-1848)
- Luciano Casadevall Durán † (3 luglio 1848 - 11 marzo 1852 deceduto)
- Antonio Palau Termes † (22 dicembre 1853 - 25 settembre 1857 nominato vescovo di Barcellona)
- Juan José Castanyer Rivas † (21 dicembre 1857 - 18 maggio 1865 deceduto)
- Antonio Luis Jordá Soler † (8 gennaio 1866 - 22 giugno 1872 deceduto)
  - Sede vacante (1872-1875)
- Pedro Nolasco Colomer y Mestres † (17 settembre 1875 - 30 agosto 1881 deceduto)
- José Morgades y Gili † (27 marzo 1882 - 19 giugno 1899 nominato vescovo di Barcellona)
- José Torras y Bages † (19 giugno 1899 - 7 febbraio 1916 deceduto)
- Francisco Muñoz e Izquierdo † (5 maggio 1916 - 14 dicembre 1925 nominato patriarca delle Indie occidentali)
- Juan Perelló y Pou, M.S.C. † (20 giugno 1927 - 27 luglio 1955 deceduto)
- Ramón Masnou Boixeda † (2 dicembre 1955 - 20 giugno 1983 ritirato)
- José María Guix Ferreres † (20 giugno 1983 - 13 giugno 2003 ritirato)
- Román Casanova Casanova, dal 13 giugno 2003

## Istituti religiosi presenti in diocesi
Nel 2013 contavano case in diocesi i seguenti istituti religiosi:
- Adoratrici perpetue del Santissimo Sacramento
- Ancelle di Gesù del Cottolengo di Padre Alegre
- Carmelitane scalze
- Chierici regolari poveri della Madre di Dio delle scuole pie
- Clarisse cappuccine
- Compagnia di Gesù
- Compagnia di Santa Teresa di Gesù
- Confederazione dell'oratorio di San Filippo Neri
- Legionari di Cristo
- Monache domenicane
- Figlie della carità di San Vincenzo de' Paoli
- Figlie di San Giuseppe
- Fratelli delle scuole cristiane
- Fratelli maristi delle scuole
- Fratelli missionari dei malati poveri
- Istituto del Verbo Incarnato
- Missionari di San Giuseppe
- Missionari figli del Cuore Immacolato di Maria
- Missionarie dei Sacri Cuori di Gesù e di Maria

- Missionarie dell'istituzione claretiana
- Missionarie figlie della Sacra Famiglia di Nazareth
- Operaie del Divino Maestro
- Ordine dei frati minori
- Ordine dei frati minori cappuccini
- Ordine ospedaliero di San Giovanni di Dio
- Piccole sorelle dei poveri
- Piccole suore degli anziani abbandonati
- Religiose delle scuole pie
- Religiose domenicane dell'Annunziata
- Religiose filippesi missionarie dell'insegnamento
- Serve del sacro Cuore di Gesù
- Serve del Signore e della Vergine di Matarà
- Serve della passione
- Suore cappuccine della Madre del Divin Pastore
- Suore carmelitane della carità di Vedruna
- Suore domenicane dell'insegnamento dell'Immacolata Concezione
- Suore giuseppine della carità
- Suore di San Filippo Neri della Purissima Concezione

## Statistiche
La diocesi nel 2022 su una popolazione di 450.600 persone contava 407.966 battezzati, corrispondenti al 90,5% del totale.
| anno | popolazione | popolazione | popolazione | presbiteri | presbiteri | presbiteri | presbiteri                | diaconi | religiosi | religiosi | parrocchie |
| anno | battezzati  | totale      | %           | numero     | secolari   | regolari   | battezzati per presbitero | diaconi | uomini    | donne     | parrocchie |
| ---- | ----------- | ----------- | ----------- | ---------- | ---------- | ---------- | ------------------------- | ------- | --------- | --------- | ---------- |
| 1950 | 249.980     | 250.000     | 100,0       | 477        | 407        | 70         | 524                       |         | 145       | 1.214     | 262        |
| 1970 | 307.000     | 307.000     | 100,0       | 417        | 351        | 66         | 736                       |         | 176       | 1.300     | 245        |
| 1980 | 308.600     | 309.800     | 99,6        | 323        | 289        | 34         | 955                       |         | 90        | 1.098     | 258        |
| 1990 | 338.000     | 341.707     | 98,9        | 289        | 250        | 39         | 1.169                     |         | 102       | 904       | 247        |
| 1999 | 355.368     | 357.641     | 99,4        | 253        | 219        | 34         | 1.404                     | 6       | 76        | 701       | 247        |
| 2000 | 355.368     | 357.641     | 99,4        | 257        | 215        | 42         | 1.382                     | 9       | 80        | 730       | 247        |
| 2001 | 353.015     | 357.641     | 98,7        | 234        | 206        | 28         | 1.508                     | 7       | 59        | 654       | 247        |
| 2002 | 353.362     | 357.641     | 98,8        | 231        | 201        | 30         | 1.529                     | 7       | 66        | 685       | 247        |
| 2003 | 379.721     | 383.870     | 98,9        | 225        | 195        | 30         | 1.687                     | 7       | 65        | 670       | 247        |
| 2004 | 376.184     | 383.870     | 98,0        | 225        | 192        | 33         | 1.671                     | 9       | 64        | 645       | 247        |
| 2010 | 386.000     | 408.000     | 94,6        | 206        | 170        | 36         | 1.873                     | 8       | 61        | 494       | 249        |
| 2014 | 386.700     | 409.500     | 94,4        | 180        | 148        | 32         | 2.148                     | 11      | 58        | 423       | 250        |
| 2017 | 405.520     | 444.021     | 91,3        | 178        | 140        | 38         | 2.278                     | 7       | 62        | 398       | 250        |
| 2020 | 422.614     | 464.440     | 91,0        | 151        | 118        | 33         | 2.798                     | 8       | 56        | 364       | 249        |
| 2022 | 407.966     | 450.600     | 90,5        | 146        | 115        | 31         | 2.794                     | 8       | 57        | 314       | 249        |